# Lingüística antropológica

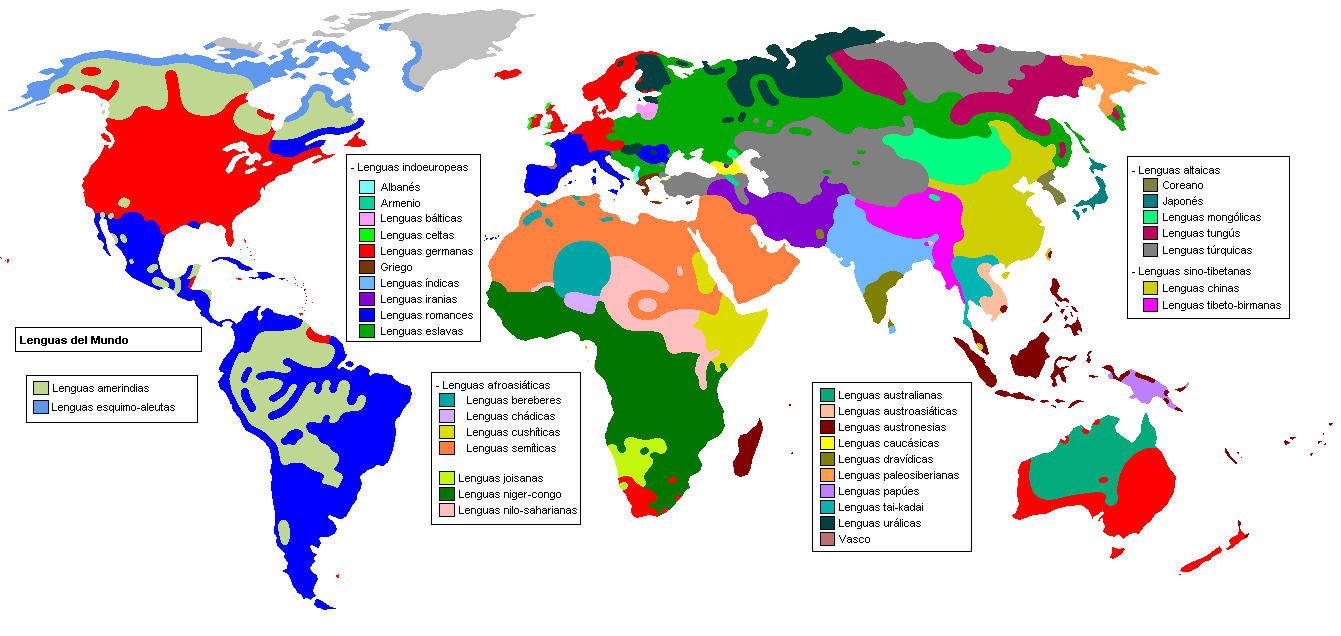
Familias de lenguas en el mundo.

Lingüística antropológica es la rama de la lingüística y la antropología que estudia el papel del lenguaje en un contexto social y cultural, y su rol en determinar las prácticas culturales. Aunque algunos lingüistas consideran que un verdadero campo de lingüística antropológica  no existe, prefiriendo el término antropología lingüística para referirse a esta subdisciplina, otros consideran que ambos términos son intercambiables como sinónimos.
Sea cual sea su denominación, esta disciplina ha tenido un importante impacto en los estudios de la percepción visual (especialmente el color) y la democracia bioregional, ambos estudios tienen en cuenta la distinción que  distintas lenguas hacen de la percepción del medio ambiente.

## Introducción
La antropología lingüística convencional también tiene implicaciones en la sociología y en la autoorganización de comunidades humanas. Por ejemplo, un estudio del pueblo Penan revela que tienen seis palabras distintas para decir la primera persona del plural nominativo nosotros/nosotras. Esto puede implicar un mayor entendimiento de la cooperación, el consenso y la toma de decisión consensuada que en nuestra cultura hispana. La lingüística antropológica estudia esta distinción y la relaciona con modos de vida y a adaptaciones a los sentidos. Así como estudia la distinción hecha en lenguas en relación con los colores del arcoíris, observando la tendencia a aumentar la diversidad de términos, como muestra el hecho de que hay distinciones de cuerpos en este medioambiente que se deben hacer. Llevando a un conocimiento localizado y quizás una ética localizada, cuya evidencia final son los distintos términos utilizados para referirse a "nosotros".

## Relación entre antropología y lingüística
Debe establecerse que no todos los lingüistas que realizan trabajo de campo con lenguas de sociedades tradicionales preindustriales son antropólogos, y viceversa, muchos antropólogos están interesados en el estudio de dichas sociedades pero no están muy específicamente interesados en las lenguas de estas sociedades, fuera de la necesidad práctica de conocer algo de sus lenguas.

## Inicios de la lingüística antropológica
La lingüística antropológica tuvo su época más álgida entre la segunda mitad del siglo XIX y la primera mitad del siglo XX. En esa época uno de los principales intereses fue documentar e investigar científicamente sociedades no occidentales que habían sido poco influidas por el colonialismo europeo o habían escapado totalmente a su influencia. La gran cantidad de datos acumulados de las lenguas de dichas sociedades y la enorme diversidad encontrada proporcionaron una gran cantidad de datos lingüísticos nuevos que influyeron poderosamente tanto en el estructuralismo americano como en la tipología lingüística.
Igualmente el enfoque generativista acabó considerando como importantes muchos de los datos de lenguas tipológicamente alejadas de las lenguas europeas ya que reflejaban más claramente hechos lingüísticos, que si bien en gran parte estaban presentes en las lenguas de las que tradicionalmente se había ocupado la lingüística, eran más evidentes en otras lenguas. Por ejemplo las categorías de inclusividad, ergatividad escindida o evidencialidad son importantes en muchas lenguas americanas y el establecimiento adecuado de clasificaciones para estas categorías ampliamente ignoradas en las lenguas europeas permitió ampliar el corpus de hechos lingüísticos relevantes.

## Los problemas de la traducción interlingüística e intercultural
Al enfrentarse por vez primera a una lengua desconocida, el investigador se encuentra con los  problemas de la traducción y definición de un término y con los de la clasificación y categorización  de los datos recogidos. Dentro de los aspectos lingüísticos de la traducción, se distingue entre la traducción intralingüística y la traducción interlingüística; a diferencia de la primera en la que se recurre al uso de un sinónimo o al circunquiloquio,  en la segunda a menudo no se encuentran equivalentes por lo que el lingüista, a modo de intérprete, recodifica el mensaje en la otra lengua. Al hacer trabajo de campo, algunos etnógrafos intentan aprender la lengua del grupo étnico que estudian, mientras que otros trabajan con intérpretes bilingües. La ventaja de conocer la lengua es que a través de ésta se pueden reconocer conceptos que de una u otra manera se perderían en la traducción y, además, como la lengua y la cultura están tan relacionadas es mucho más fácil adentrarse y comprender la visión del mundo del ‘otro’, desde su propia lógica.
Franz Boas insistía en que la traducción a menudo distorsionaba los conceptos de dominios tan complejos como por ejemplo los de la religión y que al conocer la lengua del grupo estudiado podría entenderse mejor a esa cultura desde sus categorías y no desde las impuestas por el investigador. Bronislaw Malinowski compartía esta opinión: "Todas las palabras que describen el orden social nativo, todas las expresiones que se refieren a creencias nativas, a costumbres, ceremonias y ritos mágicos, específicos - todas esas palabras, evidentemente, no existen en inglés, ni en ninguna otra lengua europea. Esas palabras sólo pueden traducirse... explicando el significado de cada una de ellas mediante una descripción etnográfica exacta de la sociología, cultura y tradición de esa comunidad nativa." La traducción de conceptos complejos también involucra un análisis lingüístico porque la estructura gramatical de una lengua determina la pertenencia del léxico a una clase o categoría  (nombre, verbo, adjetivo, adverbio) y a los rasgos distintivos que la caracterizan como tal (morfológicos, sintácticos y semánticos). Es a través de esta estructura gramatical que muchos de los aspectos de la experiencia se expresan en la lengua y que cuando no se conocen o no se encuentran en la lengua a la que se quieren traducir se pasen por alto o se confundan y tergiversen. Sin embargo, hay que tomar en cuenta que la traducción de un término no sólo se reduce al análisis lingüístico y que “el estudio de cualquier lengua hablada por un pueblo que vive bajo condiciones diferentes de las nuestras y posee una cultura diferente, debe realizarse conjuntamente con el estudio de su cultura y de su ambiente”.  No hay que olvidar que en la traducción, la conjunción de la dimensión lingüística y la cultural se vuelve una herramienta indispensable y que a menudo cuando es ignorada el investigador “si bien está estudiando un universo cultural distinto, termina con encajonar la información recolectada en sus propios esquemas, volviendo a encontrarse con una estructura similar a la suya propia”.

## Disciplinas relacionadas
- Etnografía de la comunicación
- Etnolingüística
- Lingüística descriptiva o sincrónica
- Lingüística histórica o diacrónica
- Sociolingüística